# Maureen Drake
Pour les articles homonymes, voir Drake.
Maureen Drake (née le 21 mars 1971 à Toronto) est une joueuse de tennis canadienne, professionnelle qui a évolué sur le circuit de juin 1991 à avril 2011.
En 1999, issue des qualifications, elle a joué le 4e tour à l'Open d'Australie (battue par Lindsay Davenport), sa meilleure performance en simple dans une épreuve du Grand Chelem.
Pendant sa carrière, elle n'a remporté aucun titre WTA, mais en a décroché treize (dont six en simple) sur le circuit ITF.
Maureen Drake a fait partie de l'équipe canadienne de Fed Cup.
Elle s'est retirée du circuit en 2011, mais y revient en juillet 2014 pour disputer des tournois ITF. Elle est parmi les joueuses les plus âgées du circuit.

## Palmarès

### Titre en double dames
Aucun

### Finale en double dames
| No | Date       | Nom et lieu du tournoi          | Catégorie | Dotation  | Surface    | Vainqueures                 | Partenaire      | Score    |          |
| -- | ---------- | ------------------------------- | --------- | --------- | ---------- | --------------------------- | --------------- | -------- | -------- |
| 1  | 22-09-1997 | Wismilak International Surabaya | Tier IV   | 155 340 $ | Dur (ext.) | Kerry-Anne Guse Rika Hiraki | Renata Kolbovic | 6-1, 7-6 | Parcours |

## Parcours en Grand Chelem

### En simple dames
| Année | Open d'Australie | Open d'Australie    | Internationaux de France | Internationaux de France | Wimbledon       | Wimbledon           | US Open         | US Open            |
| ----- | ---------------- | ------------------- | ------------------------ | ------------------------ | --------------- | ------------------- | --------------- | ------------------ |
| 1990  | 1er tour (1/64)  | Kumiko Okamoto      | -                        | -                        | -               | -                   | 1er tour (1/64) | Steffi Graf        |
| 1992  | 1er tour (1/64)  | Petra Ritter        | -                        | -                        | -               | -                   | -               | -                  |
| 1996  | -                | -                   | -                        | -                        | 1er tour (1/64) | Dominique Monami    | -               | -                  |
| 1999  | 4e tour (1/8)    | Lindsay Davenport   | 1er tour (1/64)          | Anne Kremer              | 2e tour (1/32)  | Tamarine Tanasugarn | 1er tour (1/64) | Dominique Monami   |
| 2000  | 1er tour (1/64)  | Magüi Serna         | 1er tour (1/64)          | Amanda Coetzer           | 1er tour (1/64) | Lioubomira Batcheva | -               | -                  |
| 2001  | -                | -                   | -                        | -                        | 2e tour (1/32)  | Kim Clijsters       | -               | -                  |
| 2002  | -                | -                   | -                        | -                        | 3e tour (1/16)  | Venus Williams      | -               | -                  |
| 2003  | 1er tour (1/64)  | Tamarine Tanasugarn | -                        | -                        | 2e tour (1/32)  | Silvia Farina       | 1er tour (1/64) | Katarina Srebotnik |
| 2004  | 1er tour (1/64)  | Anca Barna          | -                        | -                        | -               | -                   | 1er tour (1/64) | Magüi Serna        |

À droite du résultat, l’ultime adversaire.

### En double dames
| Année | Open d'Australie             | Open d'Australie         | Internationaux de France     | Internationaux de France | Wimbledon                     | Wimbledon              | US Open                      | US Open                 |
| ----- | ---------------------------- | ------------------------ | ---------------------------- | ------------------------ | ----------------------------- | ---------------------- | ---------------------------- | ----------------------- |
| 1994  | 1er tour (1/32) Audra Keller | Nicole Provis N. Tauziat | -                            | -                        | -                             | -                      | -                            | -                       |
| 1998  | -                            | -                        | -                            | -                        | 2e tour (1/16) L. Osterloh    | F. Labat D. Monami     | 1er tour (1/32) Lindsay Lee  | A. Fusai N. Tauziat     |
| 1999  | 1er tour (1/32) T. Musgrave  | K. Radford Kimberly Po   | 2e tour (1/16) Jessica Steck | Alicia Ortuno C. Torrens | 1er tour (1/32) Jessica Steck | C. Dhenin L. Pleming   | 1er tour (1/32) Sandra Cacic | Jana Novotná N. Zvereva |
| 2005  | 2e tour (1/16) R. Dragomir   | S. Asagoe K. Srebotnik   | -                            | -                        | -                             | -                      | -                            | -                       |
| 2006  | -                            | -                        | 1er tour (1/32) N. Vaidišová | Li Ting Sun Tiantian     | 2e tour (1/16) N. Vaidišová   | Lisa Raymond S. Stosur | -                            | -                       |

Sous le résultat, la partenaire ; à droite, l’ultime équipe adverse.

## Parcours en Fed Cup
| #                                                                       | Date       | Lieu     | Surface      | Gagnante(s)       | Perdante(s)   | Score          |          |
|                                                                         |            |          |              |                   |               |                |          |
| 2002 - Barrage (groupe mondial I) - République tchèque - Canada - 5 : 0 |            |          |              |                   |               |                |          |
| 1                                                                       | 20/07/2002 | Přerov   | Terre (ext.) | Barbora Strýcová  | Maureen Drake | 6-1, 6-0       | Parcours |
|                                                                         |            |          |              |                   |               |                |          |
| 2003 - Barrage (groupe mondial I) - Autriche - Canada - 4 : 1           |            |          |              |                   |               |                |          |
| 2                                                                       | 19/07/2003 | Neudörfl | Terre (ext.) | Patricia Wartusch | Maureen Drake | 6-3, 6-73, 6-2 | Parcours |
| 2                                                                       | 19/07/2003 | Neudörfl | Terre (ext.) | Barbara Schett    | Maureen Drake | 7-5, 2-6, 6-1  | Parcours |

## Classements WTA en fin de saison

### En simple
| Année | 1987 | 1988 | 1989 | 1990 | 1991 | 1992 | 1993 | 1994 | 1995 | 1996 | 1997 | 1998 | 1999 | 2000 | 2001 | 2002 | 2003 | 2004 | 2005 | 2006 | 2007 | 2008 | 2009 | 2010 |
| Rang  | 270  | 274  | 163  | 179  | 171  | 189  | 176  | 156  | 157  | 173  | 153  | 137  | 56   | 148  | 179  | 96   | 112  | 184  | 283  | 567  | 684  | 640  | -    | 742  |

Source : (en) « Classements de Maureen Drake », sur le site officiel du WTA Tour

### En double
| Année | 1988 | 1989 | 1990 | 1991 | 1992 | 1993 | 1994 | 1995 | 1996 | 1997 | 1998 | 1999 | 2000 | 2001 | 2002 | 2003 | 2004 | 2005 | 2006 | 2007 | 2008 | 2009 | 2010 |
| Rang  | 346  | -    | -    | 667  | 437  | 160  | 209  | 717  | 251  | 147  | 98   | 201  | 280  | 402  | 380  | 228  | 121  | 98   | 101  | 307  | 616  | -    | 423  |

Source : (en) « Classements de Maureen Drake », sur le site officiel du WTA Tour